# لوفنهنغو مونغوميني
لوفنهنغو مونغوميني (بالإنجليزية: Luvhengo Mungomeni)‏ (18 فبراير 1985 في جنوب أفريقيا - ) هو لاعب كرة قدم جنوب أفريقي في مركز الدفاع. شارك مع منتخب جنوب أفريقيا لكرة القدم. أما مع النوادي، فقد لعب مع ماميلودي صن داونز ونادي بلاك ليوباردز وموروكا سوالوز ونادي بوشبكس.

## وصلات خارجية
- لوفنهنغو مونغوميني على موقع قاعدة بيانات كرة القدم.إي يو (الإنجليزية)
- لوفنهنغو مونغوميني على موقع ناشيونال فوتبول تيمز (الإنجليزية)